# Helicteres kombolgiana
Helicteres kombolgiana är en malvaväxtart som beskrevs av Cowie. Helicteres kombolgiana ingår i släktet Helicteres och familjen malvaväxter. Inga underarter finns listade i Catalogue of Life.